# Gossypium populifolium
Gossypium populifolium là một loài thực vật có hoa trong họ Cẩm quỳ. Loài này được (Benth.) F.Muell. ex Tod. mô tả khoa học đầu tiên năm 1877.